# دانشنامه زیبایی‌شناسی
دانشنامهٔ زیبایی‌شناسی (به انگلیسی: The Routledge Companion to Aesthetics) کتابی است که به کوششِ بریس گات و دومینیک مک‌آیور لوپس از مقالاتِ متخصّصانِ زیبایی‌شناسی فراهم آمده است.

## به فارسی
این کتاب با نامِ دانشنامهٔ زیبایی‌شناسی به ترجمهٔ منوچهر صانعی دره‌بیدی، امیرعلی نجومیان، شیده احمدزاده، بابک محقّق، مسعود قاسمیان و فرهاد ساسانی در سال ۱۳۸۴ منتشر و در مراسم کتاب سال جمهوری اسلامی ایران به‌عنوان کتاب برگزیده معرفی شد.